# Гитя, Валерий Валерьевич
Валерий Валерьевич Гитя (укр. Валерій Валерійович Гитя, род. 5 мая 1975, Кировоград; до 1998 года носил фамилию Петринский (укр. Петринський)) — украинский футболист, полузащитник.

## Биография
Воспитанник кировоградского футбола. В первой половине своей карьеры выступал под фамилией Петринский. Дебютировал на взрослом уровне летом 1992 года в клубе «Звезда» (Кировоград), игравшем во второй лиге Украины. Проведя сезон в родной команде, перешёл в клуб первой лиги Белоруссии МПКЦ (Мозырь), где отыграл полсезона. Затем выступал в переходной и второй лигах Украины за «Сириус» (Жёлтые Воды), отличался высокой для полузащитника результативностью, забив за календарный год 13 голов, стал победителем переходной (третьей) лиги сезона 1993/94.
В начале 1995 года приглашён в клуб высшей лиги Украины «Нива» (Винница). Дебютный матч в чемпионате сыграл 4 марта 1995 года против «Карпат», отыграв все 90 минут. Всего до конца сезона провёл 7 матчей в высшей лиге и две игры в Кубке Украины, где стал четвертьфиналистом.
В 1996 году выступал в России за «Волгу» (Ульяновск), серебряный призёр зонального турнира третьей лиги. На следующий год играл в первом дивизионе России за «Зарю» (Ленинск-Кузнецкий), стал четвертьфиналистом Кубка России, участник победного выездного матча в 1/8 финала против московского ЦСКА. Летом 1997 года покинул российский клуб и выступал в одном из низших дивизионов Польши.
С лета 1998 года играл во второй лиге Украины за «Металлург» (Новомосковск), при этом имел новые документы на фамилию Гитя.
Весной 1999 года перешёл в симферопольскую «Таврию». Сыграл за клуб единственный матч в высшей лиге — 14 мая 1999 года против «Прикарпатья». Вскоре выяснилось, что у футболиста под старой фамилией сохраняется действующий контракт с ленинск-кузнецкой «Зарёй», поэтому он не имеет права выступать за «Таврию». Игрок получил пожизненную дисквалификацию от ПФЛ Украины, которая позже была снята, когда Валерий уладил трудовые споры с российским клубом, однако руководство «Таврии» отказалось продолжать отношения с ним.
В начале 2000 года был на просмотре в российском клубе «СКА-Энергия». В том же году выступал на любительском уровне за команду «Артемида» (Кировоград) и стал чемпионом Кировоградской области. В начале 2001 года вернулся в профессиональный футбол и в течение пяти неполных сезонов играл за «Горняк-Спорт» во второй лиге.